# Tenencia de gobierno de Santiago del Estero
La Tenencia de gobierno de Santiago del Estero fue una jurisdicción política territorial que formó parte del Imperio español desde 1553 hasta la Revolución de Mayo de 1810 y el surgimiento de las Provincias Unidas del Río de la Plata. En 1814 pasó a depender administrativamente de la Provincia de Tucumán. Sin embargo, en 1820, Juan Felipe Ibarra inició una revolución que culminó en la declaración de la autonomía de ese territorio el 27 de abril de ese año, surgiendo de esa manera la Provincia de Santiago del Estero, uno de los estados federados que actualmente forman parte de la República Argentina.
Desde 1553 hasta 1820, esta jurisdicción fue dirigida política y militarmente por un teniente de gobernador y era administrada por el Cabildo de Santiago del Estero.

## Antecedentes

### Exploración del territorio
A mediados del siglo XVI, el actual territorio del Noroeste argentino se encontraba inexplorado. Se extendía hacia el sur una inmensa región propiedad de la corona de Castilla, según la había recibido de la Santa Sede mediante las Bulas Alejandrinas, y debía ser efectivamente apropiada. Dentro de la misma, existía una provincia indígena llamada por los habitantes originarios como Tucma o Tucumán.

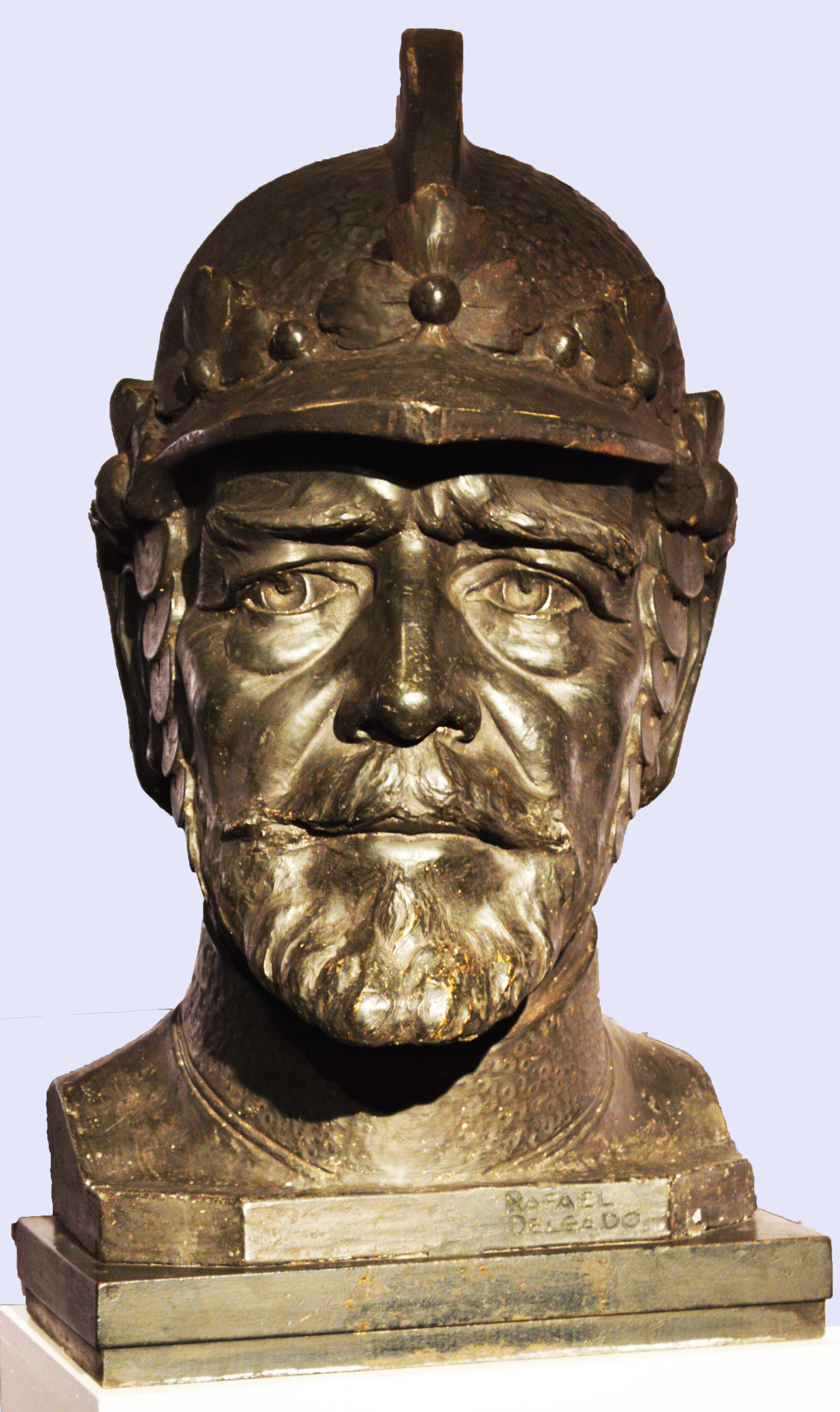
Juan Núñez de Prado.

Por orden del entonces gobernador del Perú, Cristóbal Vaca de Castro, se autorizó al capitán Diego de Rojas hacer la entrada al Tucumán con el fin de colonizarlo. Sin embargo, esta expedición fracasó cuando en enero de 1544 falleció Rojas a causa de una flecha envenenada recibida en un combate contra los aborígenes locales.

### Fundación de El Barco
Luego del fracaso de Rojas, se creó la Provincia del Tucumán, Juríes y Diaguitas, desprendiéndose de la Gobernación de Nueva Andalucía, territorio que originalmente había sido asignado por el emperador Carlos I de España a Pedro de Mendoza de acuerdo a las Capitulaciones de 1534.
El 19 de junio de 1549, Pedro de la Gasca concedió a Juan Núñez de Prado el grado de Capitán General y Justicia Mayor de la Provincia del Tucumán, Juríes y Diaguitas, junto con la comisión de poblar allí una ciudad. Fue así que el 29 de junio de 1550 Núñez de Prado fundó la ciudad de El Barco.

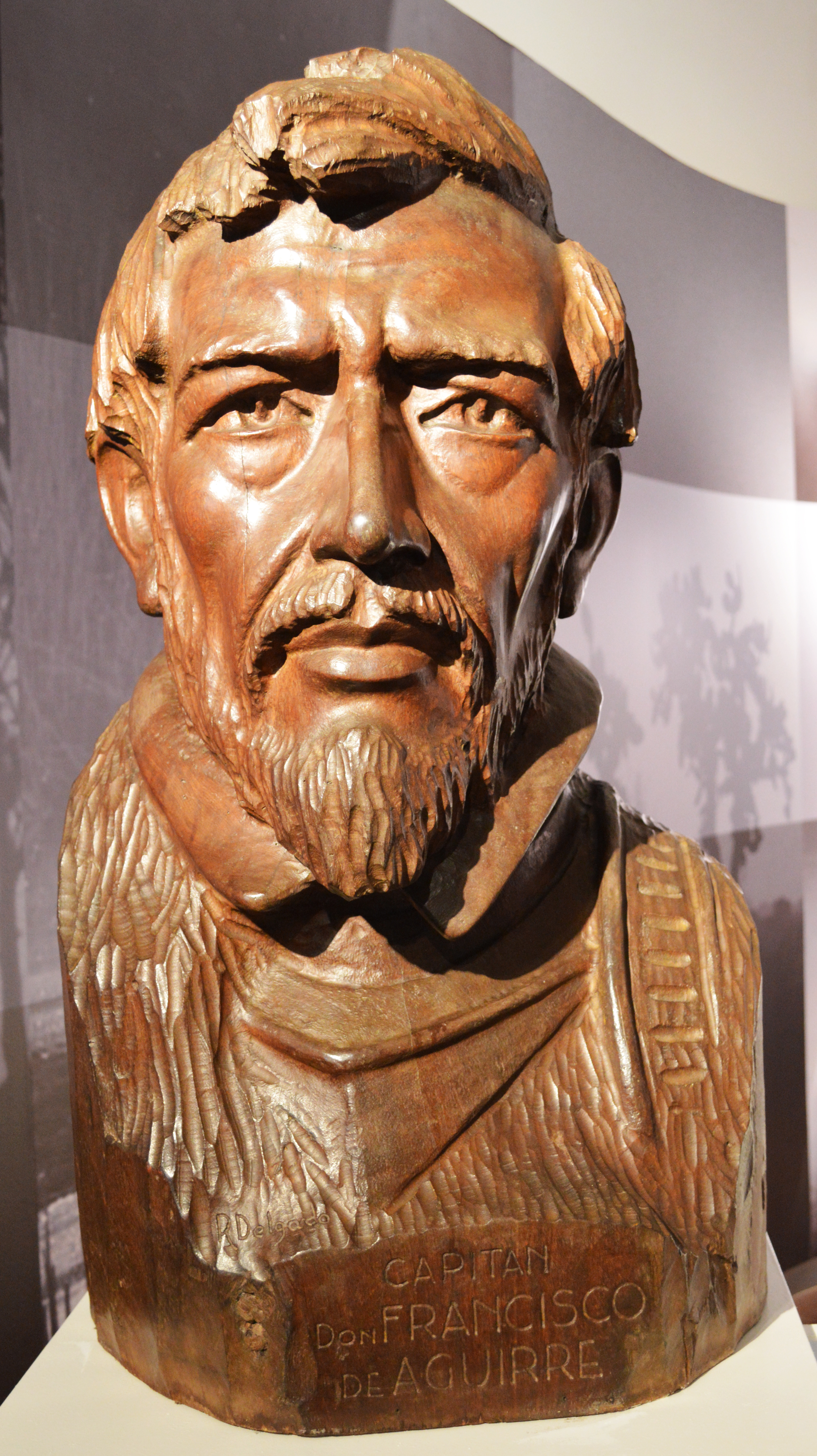
Francisco de Aguirre.

Debido a conflictos de jurisdicción con la Capitanía General de Chile, Núñez de Prado se vio obligado a trasladar su ciudad en dos oportunidades (El Barco II en 1551 y El Barco III en 1552).
Posteriormente Francisco de Aguirre, enviado por el gobernador de Chile, Pedro de Valdivia, arribó a El Barco III el 20 de mayo de 1553 y se apoderó de ella. Convocó a todos los vecinos y al Cabildo, les notificó de su designación por parte de Valdivia y la agregación de esa ciudad a la Gobernación de Chile, requiriéndoles en forma amenazante que debían reconocerlo por nuevo teniente de gobernador y justicia mayor.
Núñez de Prado fue tomado prisionero y enviado a Chile. Luego de esto, Aguirre procedió a efectuar una nueva elección de autoridades, haciéndose proclamar como el sustituto legal de Núñez de Prado.

### Fundación de Santiago del Estero
A mediados de 1553, Aguirre resolvió trasladar la ciudad un cuarto de legua hacia el noroeste. Quiso revestirla como obra propia, la trasladó y borró a la ciudad de Núñez de Prado de todo vestigio y de restos materiales. Este traslado lo llevó a cabo un 25 de julio de 1553, rebautizando la ciudad con el nombre de Santiago del Estero del Nuevo Maestrazgo.

## Creación de la Tenencia de gobierno de Santiago del Estero subordinada a Chile
Desde la fundación de la ciudad de Santiago del Estero, el territorio donde se asentaba se convirtió en una tenencia de gobierno dependiente de las autoridades de la Capitanía General de Chile. Se eligieron los nuevos integrantes del Cabildo de Santiago del Estero, que estaba presidido por un teniente de gobernador general.
A lo largo de este período, partieron desde Santiago del Estero las expediciones que fundaron las ciudades de Londres de la Nueva Inglaterra (1558), Córdoba de Calchaquí (1559), Cañete (1560) y Nieva (1561). Sin embargo, a fines de 1562 ninguna de estas ciudades logró subsistir debido a los ataques de los indígenas locales. Santiago del Estero fue la única ciudad que quedó en pie.

## Creación de la Gobernación del Tucumán

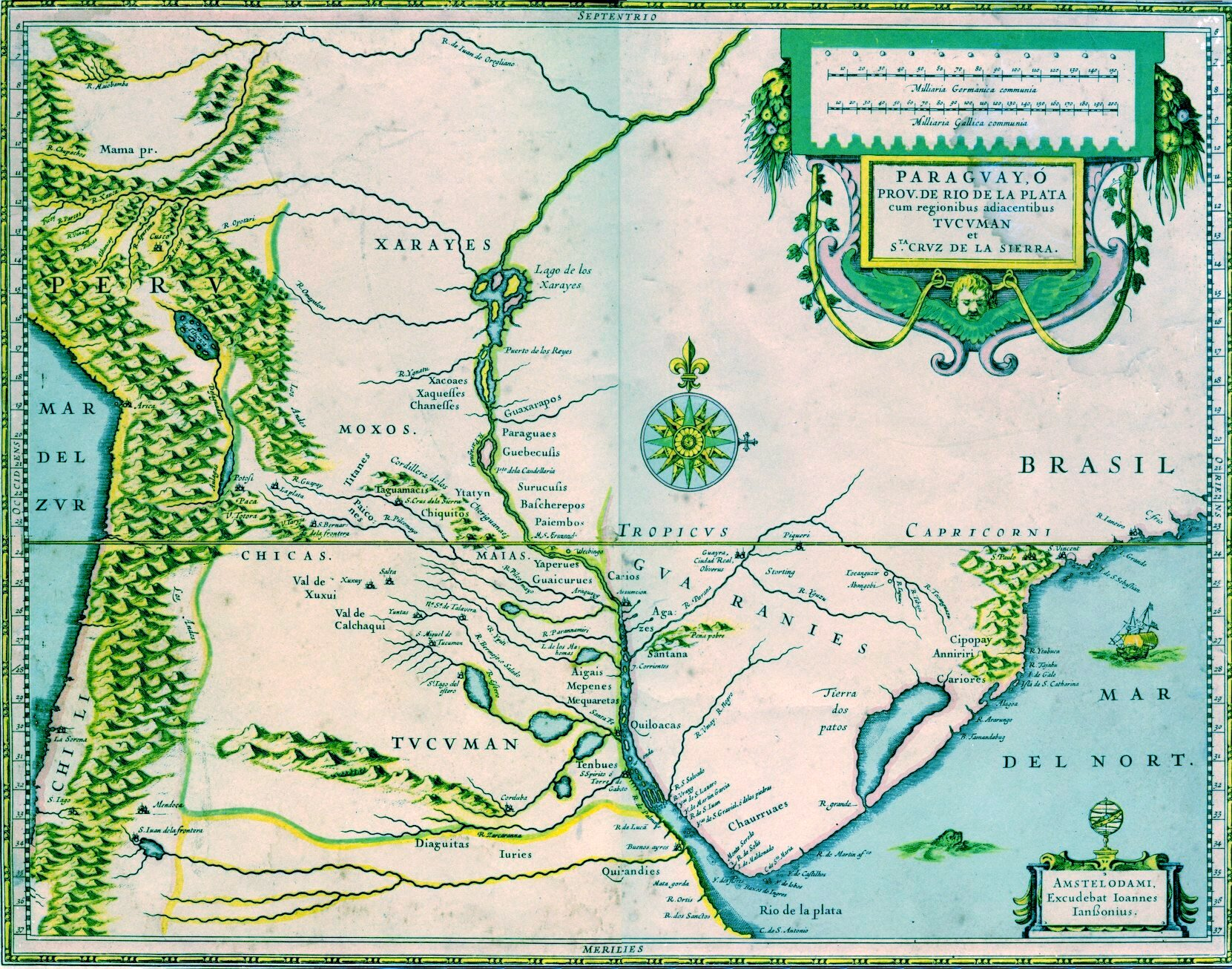
Mapa de 1600 donde se incluye la Gobernación del Tucumán.

Mediante una real cédula del 29 de agosto de 1563, el rey Felipe II de España creó la Gobernación del Tucumán con capital en la ciudad de Santiago del Estero. Dicha gobernación fue separada de la Capitanía General de Chile, quedando bajo la órbita del Virreinato del Perú y la Real Audiencia de Charcas. El territorio santiagueño fue incluido dentro de esta gobernación y pasó a ser liderado por un teniente de gobernador, quien era el representante del gobernador del Tucumán en Santiago del Estero.
Fue en esos años que dicha ciudad sirvió de punto de partida de las corrientes colonizadoras españolas que fundaron las actuales capitales provinciales del Noroeste Argentino. De esta manera, Diego de Villarroel fundó en 1565 la ciudad de San Miguel de Tucumán. Luego fueron fundadas: Nuestra Señora de Talavera (1567), Córdoba de la Nueva Andalucía (1573), San Francisco de Álava (1575), Salta del Lerma (1582), Todos los Santos de la Nueva Rioja (1591), San Salvador de Jujuy (1593) y San Fernando del Valle de Catamarca (1683).
En Santiago del Estero además se erigió la primera Iglesia Catedral y el primer obispado de la actual Argentina, creado por el papa Pío V el 14 de mayo de 1570. Y por reales cédulas, la urbe recibió los títulos de “Ciudad” el 19 de febrero de 1577 y de “Muy Noble” el 22 de mayo del mismo año. En esta última fecha también se le concedió un escudo de armas, que consistía en un castillo, tres veneras y un río.
Hacia fines del siglo XVI, partieron desde Santiago del Estero numerosas expediciones de auxilio militar a la ciudad de Buenos Aires; inclusive se enviaron familias enteras para reforzar su población. Se aportaron socorros y soldados en dos oportunidades para que defendieran el puerto y la ciudad de Buenos Aires de las amenazas de los corsarios ingleses. También Santiago del Estero donó alimentos cuando esa ciudad carecía de ellos; envió pertrechos, y cuando se construyó el Fuerte de Buenos Aires, se lo hizo con mano de obra de vecinos e indígenas de Santiago del Estero.
El 24 de junio de 1699 se trasladaron la iglesia Catedral y el Seminario, fijándose la sede episcopal en la ciudad de Córdoba, como una nueva cabeza del Obispado del Tucumán. En 1700 se trasladó a Salta la sede civil del gobierno del Tucumán que antes estaba emplazado en Santiago del Estero. Con estas decisiones, la ciudad fue perdiendo importancia, encontrándose durante todo el siglo XVIII sin las instituciones civiles y religiosas que le dieron prestigio durante su primer siglo de existencia.

## Creación de la Intendencia de Salta del Tucumán

Intendencia de Salta del Tucumán dentro del Virreinato del Río de la Plata.

Debido a las reformas borbónicas impulsadas por el rey Carlos III de España, se llevó a cabo la reorganización de la administración en las colonias americanas del Imperio Español. En consecuencia, se creó el Virreinato del Río de la Plata en 1776, surgiendo como una escisión del enorme Virreinato del Perú. La Gobernación del Tucumán pasó a formar parte de los territorios del nuevo virreinato, bajo la jurisdicción de la Real Audiencia de Buenos Aires.
En 1782, el rey Carlos III promulgó la Real Ordenanza de Intendentes de Ejército y Provincia, la cual dividió y reorganizó al Virreinato del Río de la Plata en intendencias. La Gobernación del Tucumán fue dividida el 5 de agosto de 1783, creándose a partir de ella las intendencias de Córdoba del Tucumán y de Salta del Tucumán. La Tenencia de gobierno de Santiago del Estero fue puesta bajo la jurisdicción de la última.

## Revolución de Mayo
El 25 de mayo de 1810 se produjo en Buenos Aires la Revolución de Mayo. El virrey del Río de la Plata, Baltasar Hidalgo de Cisneros fue destituido, siendo reemplazado por una Junta de Gobierno Patrio. El 10 de junio de 1810, llegó a Santiago del Estero la comunicación desde Buenos Aires, en la que se hacía saber que el virrey Cisneros había sido depuesto y que se solicitaba el reconocimiento de la nueva autoridad constituida, como así también el envío de un diputado para la Junta. 
El Cabildo de Santiago del Estero, como no tenía facultades para obrar por sí mismo, debió esperar que desde Salta se le hiciera conocer cuál sería su resolución, como superior jerárquico que era. Conocida la respuesta de Salta, el 29 de junio de 1810, el Cabildo santiagueño hizo saber que también se adhería a esa resolución.

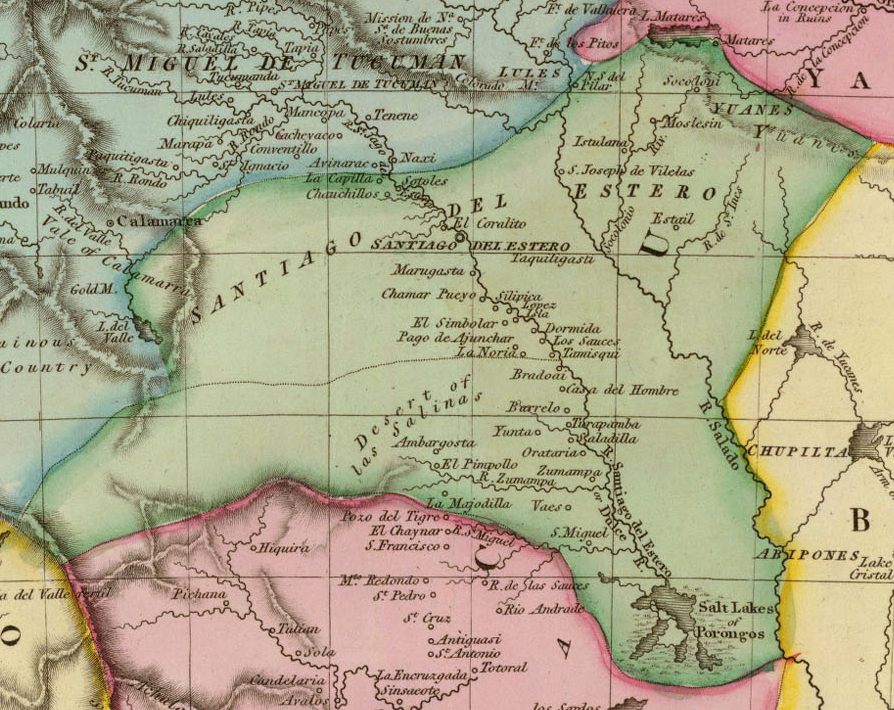
Santiago del Estero en 1812.

El 10 de febrero de 1811, la Junta Grande dictó un “Reglamento de Juntas Provinciales”, que establecía la creación de dos tipos de juntas:
- Las Juntas Provinciales: debían crearse en la capital de las intendencias, integradas por cuatro vecinos elegidos en Cabildo Abierto presididos por un Gobernador Intendente, designado a su vez por la Junta Grande de Buenos Aires. Las Juntas provinciales eran responsables del gobierno de la provincia, pero con una total dependencia de la Junta Grande.
- Las Juntas Subordinadas: creadas en las ciudades que no eran capitales de intendencia y que tuvieran diputados por la Junta Grande. Estaban formadas por dos miembros elegidos en Cabildo Abierto y presidida por el teniente de gobernador del lugar, que también era elegido por Buenos Aires.[7]

Estas Juntas Provinciales constituían una superposición institucional, ya que, por un lado, eran responsables del orden y la administración de las intendencias y ciudades subalternas, y por el otro se les ordenaba que debían respetar a los cabildos, funcionarios y demás autoridades existentes con anterioridad a su conformación.
La Junta Grande y el Primer Triunvirato dieron las orientaciones políticas a las Juntas Subordinadas. En Santiago del Estero, la Junta Subordinada existió desde el 5 de abril de 1811 hasta el 20 de abril de 1812, fecha en que asumió el teniente de gobernador capitán José Prudencio Vargas.
En la batalla de Tucumán, el 24 de septiembre de 1812, participaron contra los ejércitos españoles todos los pueblos del Norte, entre ellos el Batallón de Patricios Santiagueños de Juan Francisco Borges.

## Santiago del Estero subordinada a la provincia de Tucumán
Por decreto del Director Supremo, Gervasio de Posadas, de fecha 8 de octubre de 1814, los territorios y pueblos de Tucumán, Santiago del Estero y Catamarca pasaron a formar parte de una sola jurisdicción denominada Provincia de Tucumán. A partir de esa fecha, y por esa decisión del gobierno patrio, Santiago del Estero dejó de depender de Salta y pasó a depender administrativamente de Tucumán.
En octubre de 1815, la Junta electoral se reunió para elegir los diputados por Santiago del Estero para concurrir al Congreso de Tucumán. Fueron designados para tal misión Pedro Francisco de Uriarte y Pedro León Díaz Gallo. Ellos representaron a Santiago del Estero en la declaración de la independencia, en Tucumán, el 9 de julio de 1816.

### Revoluciones autonomistas de Santiago del Estero

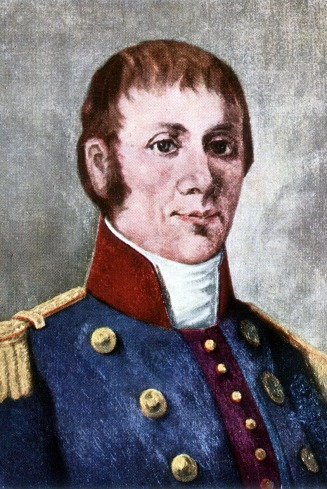
Juan Francisco Borges.

Juan Francisco Borges sublevó a las milicias de Santiago del Estero en dos oportunidades, en 1815 y 1816, negando obediencia al gobierno de Tucumán y buscando lograr la autonomía de Santiago del Estero. Ambos intentos fueron reprimidos rápidamente por fuerzas del gobernador de Tucumán y del Ejército del Norte respectivamente. Finalmente, Manuel Belgrano ordenó el fusilamiento de Borges, lo que fue llevado a cabo por Gregorio Aráoz de Lamadrid el 1 de enero de 1817.

### La República de Tucumán
El 11 de noviembre de 1819 hubo una sublevación en Tucumán, en la que Bernabé Aráoz derrocó al gobernador tucumano Feliciano de la Mota Botello y asumió ese cargo. Aráoz pretendía mantener unificada la provincia bajo su mando, por lo que proclamó la República de Tucumán, cuya constitución fue sancionada el 6 de septiembre de 1820 y jurada el 24 de septiembre de ese año. Se trató de un texto que era una copia de la constitución nacional de 1819, con algunas variantes de forma. Contemplaba que cada pueblo tendría un “gobernador intendente” y cada uno (entre ellos Santiago del Estero), debía enviar un diputado al Congreso provincial. Esta república duró lo que el gobierno de Aráoz, quien fue derrocado en agosto de 1821 por el coronel Abraham González, desapareciendo la república, su presidencia y su constitución.

## Declaración de autonomía de Santiago del Estero

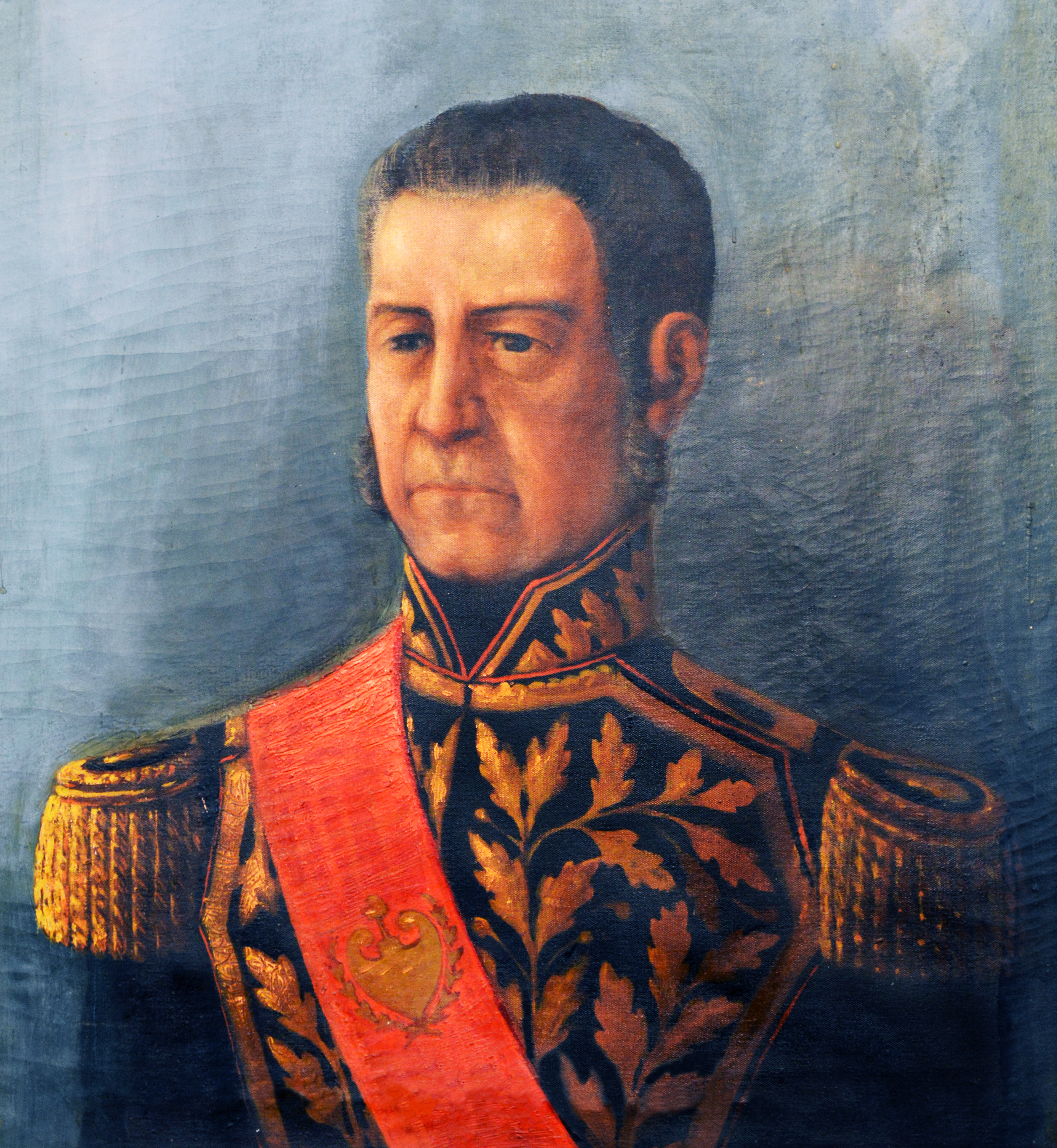
Juan Felipe Ibarra.

Luego de las sublevaciones de Borges, en Santiago del Estero se había generado un ambiente de pre-autonomía y rebeldía en contra de las autoridades tucumanas. Informado de esa situación, Aráoz envió a Santiago del Estero al jurista Juan Bautista Paz, quien fue acompañado de una fuerza militar comandada por Juan Francisco Echauri. Con esta decisión, el gobernador tucumano buscaba asegurar la elección de los representantes por Santiago del Estero al Congreso Constituyente que debía organizar interinamente la República de Tucumán.
El capitán Echauri, comandante de armas y edecán del general Bernabé Aráoz, asumió en comisión como teniente de gobernador de Santiago del Estero el 8 de febrero de 1820. Este jefe militar removió a todos los miembros del Cabildo santiagueño, poniendo en su lugar a personas adictas al gobierno de Tucumán. Además, hubo un conflicto en la elección de los congresales santiagueños, ya que algunos electores fueron impugnados. Todo esto motivó una rebelión; los partidarios de la autonomía convocaron en su auxilio a Juan Felipe Ibarra, quien con sus tropas del Fuerte de Abipones se dirigió a Santiago del Estero. Echauri fue derrotado por Ibarra el 31 de marzo de 1820 y obligado a retirarse con su gente a Tucumán.
El comandante Juan Felipe Ibarra inició una revolución que culminó en la declaración de autonomía de la Provincia de Santiago del Estero, el 27 de abril de 1820. De esta manera, dicho territorio se separó de la Provincia de Tucumán y sus gobernantes y quedó establecida como una de las provincias argentinas. Ibarra fue proclamado como su primer gobernador. Aráoz intentó recuperar Santiago del Estero, pero en 1821 fue derrotado por Ibarra y Tucumán firmó el Tratado de Vinará, reconociendo la autonomía santiagueña.
Actualmente Santiago del Estero continúa siendo uno de los estados federados, con autonomía plena, que forman parte de la República Argentina.

## Tenientes de gobernador de Santiago del Estero

### Tenientes de gobernador generales subordinados a Chile
- Francisco de Aguirre (1553)
- Juan Gregorio Bazán (1554)
- Rodrigo de Aguirre (1556)
- Miguel de Ardiles (1557)
- Juan Pérez de Zurita (1558)
- Gregorio de Castañeda (1561)

### Tenientes de gobernador subordinados a la Gobernación del Tucumán
- Gaspar de Medina (1566)
- Bartolomé de Mansilla (1574)
- Hernán Mejía de Mirabal (1577)
- Lope Bravo de Zamora (1580)
- Alonso de Cepeda (1583)
- Fernando Álvarez de Toledo Pimentel (1586)
- Pedro Sotelo Narvaez (1587)
- Alonso de Cepeda (1589)
- Fernando Álvarez de Toledo Pimentel (1600)
- Alonso II de Herrera y Guzmán (1603)
- Luis de Azpeitía (1619)
- Jacinto Maldonado de Saavedra (1649)
- Diego de Trejo (1655)
- Ignacio Ibáñez del Castrillo (1699)
- Felipe de Argañarás y Murguía (1702)
- Alonso de Alfaro (1713)
- José de Aguirre y Aráoz (1727)
- Juan Ángel Pérez de Assaín (1733)
- Gaspar Juárez Baviano (1738)
- José López de Velazco (1740)
- Francisco de la Barreda y Sanmartín (1744)
- Juan José de Paz y Figueroa (1756)
- Manuel del Castaño (1767)
- Manuel García de Villegas (1773)

### Tenientes de gobernador subordinados a la Intendencia de Salta del Tucumán
- Juan José Iramain (1785)
- Juan Pedro de Ávila (1800)
- Diego Bravo de Rueda (1804)
- José Cumulat de Espolla (1808)
- Alonso Araujo (1809)

### Tenientes de gobernador posteriores a la Revolución de Mayo
- Domingo de Palacio (junio de 1810)
- Junta Gubernativa Subordinada de Santiago del Estero (5 de abril de 1811 - 20 de abril de 1812)
- José Prudencio Vargas (20 de abril de 1812 - 4 de enero de 1813)
- Esteban Hernández (4 de enero de 1813 - 1 de febrero de 1813)
- Mariano Sarasa (1 de febrero de 1813 - 11 de enero de 1815)

### Tenientes de gobernador subordinados a la provincia de Tucumán
- Pedro Domingo Isnardi (11 de enero de 1815 - 26 de abril de 1815)
- Mariano Díaz (26 de abril de 1815 - 19 de junio de 1815)
- Tomás Juan de Taboada (19 de junio de 1815 - 4 de septiembre de 1815)
- Juan Francisco Borges (de facto; 4 de septiembre de 1815 - 8 de septiembre de 1815)
- Tomás Juan de Taboada (8 de septiembre de 1815 - 30 de agosto de 1816)
- Gabino Ibáñez (30 de agosto de 1816 - 10 de diciembre de 1816)
- Juan Francisco Borges (de facto; 10 de diciembre de 1816 - 26 de diciembre de 1816)
- Gabino Ibáñez (26 de diciembre de 1816 - 27 de enero de 1820)
- Sebastián de Palacio (27 de enero de 1820 - 8 de febrero de 1820)
- Juan Francisco Echauri (8 de febrero de 1820 - 31 de marzo de 1820)